# Ceca & Friends
Ceca & Friends je četrta glasbena kompilacija srbske pop-folk pevke Svetlane Ražnatović - Cece, ki je leta 1999 izšla v beograjski založbeni hiši Lucky sound.  To je obenem tudi prva kompilacija namenjena slovenskemu trgu, ki je istega leta izšla v ljubljanskih produkcijah Tioli in Biveco. 
Na kompilaciji so Cecine uspešnice z albumov, ki jih je pevka izdala v obdobju med leti 1993 in 1995, pa tudi uspešnice srbske pevke Mire Škorić in pevca Željka Šašića.
V letu 2000 je založbena hiša Lucky sound objavila kompilacijo tudi v drugih državah nekdanje Jugoslavije. 

## Seznam skladb
| Št. | Naslov                                   | Besedilo         | Glasba               | Dolžina |
| --- | ---------------------------------------- | ---------------- | -------------------- | ------- |
| 1.  | „Da li to ljubav pravi od nas slabiće‟   | Marina Tucaković | Aleksandar Radulović | 3:50    |
| 2.  | „Fatalna ljubav‟                         | M. Tucaković     | A. Radulović         | 3:38    |
| 3.  | „Kuda idu ostavljene devojke‟            | M. Tucaković     | A. Radulović         | 3:45    |
| 4.  | „Kukavica‟                               | M. Tucaković     | A. Radulović         | 3:49    |
| 5.  | „Neću da budem ko mašina‟                | M. Tucaković     | A. Radulović         | 3:10    |
| 6.  | „Nije monotonija‟                        | M. Tucaković     | A. Radulović         | 3:27    |
| 7.  | „Oprosti mi suze‟                        | M. Tucaković     | A. Radulović         | 3:25    |
| 8.  | „Šta je to u tvojim venama‟              | M. Tucaković     | A. Radulović         | 3:20    |
| 9.  | „Ustani, budi se‟                        | M. Tucaković     | A. Radulović         | 3:04    |
| 10. | „Vazduh koji dišem‟                      | M. Tucaković     | A. Radulović         | 3:05    |
| 11. | „Ne računaj na mene (duet Mira Škorić)‟  | M. Tucaković     | A. Radulović         | 3:10    |
| 12. | „Ko na grani jabuka (duet Željko Šašić)‟ | M. Tucaković     | A. Radulović         | 3:59    |
| 13. | „Daj mi Bože (Mira Škorić)‟              | M. Tucaković     | A. Radulović         | 3:28    |
| 14. | „Ljubavnici (Mira Škorić)‟               | M. Tucaković     | A. Radulović         | 2:32    |
| 15. | „Mnogo je (Mira Škorić)‟                 | M. Tucaković     | A. Radulović         | 2:58    |
| 16. | „Tačka prekida (Mira Škorić)‟            | M. Tucaković     | A. Radulović         | 3:09    |
| 17. | „U službi ljubavi (Mira Škorić)‟         | M. Tucaković     | A. Radulović         | 4:20    |
| 18. | „Gori more (Željko Šašić)‟               | M. Tucaković     | A. Radulović         | 3:03    |

## Ostale informacije
- Glasbeni urednik: Prvoslav Radičević
- Glavni in odgovorni urednik: Saša Gočanin
- Biveco d.o.o.: Bratimir Mihajović

## Zgodovina objave zgoščenke
| Država      | Datum | Založba                  | Oblika |
| ----------- | ----- | ------------------------ | ------ |
| Slovenija   | 1999  | Tioli production, Biveco | CD     |
| Jugoslavija | 2000  | Lucky sound              | CD     |